# Atsuko Tanaka (Synchronsprecherin)
Atsuko Satō (japanisch 佐藤 敦子 Satō Atsuko; * 14. November 1962 in Maebashi, Japan; † 20. August 2024), beruflich bekannt als Atsuko Tanaka (japanisch 田中 敦子 Tanaka Atsuko), war eine japanische Synchronsprecherin.

## Leben
Sie arbeitete für Mausu Promotion (früher Ezaki Productions). Ihre bekannteste Sprechrolle war Motoko Kusanagi im Film Ghost in the Shell und Konan in der Serie Naruto. Weiterhin sprach sie Caster in der Serie Fate/stay night, Lisa Lisa in JoJo’s Bizarre Adventure, Claudette in Queen’s Blade, Francis Midford in Black Butler, und Karura in Utawarerumono. In Videospielen sprach sie Titelcharakter Lara Croft in der japanischen Version der Tomb-Raider-Spiele und Bayonetta in der Filmadaption von Bayonetta: Bloody Fate und Bayonetta 2.
Sie besuchte die Tokyo Announcement Academy und studierte dort 1991 Voice Training. 2012 wurde sie in einer Umfrage zur Synchronsprecherin mit der erotischsten Stimme („voice actress with the sexiest voice“) gewählt.
Tanaka war verheiratet und hatte ein Kind sowie eine Schwester. Sie bezeichnete Kikuko Inoue als ihre beste Freundin.
Tanaka starb am 20. August 2024 im Alter von 61 Jahren.

## Filmografie

### Anime
Quellen:
- 1993: Mobile Suit Victory Gundam – Juca Mellasch
- 1993: Lupin III: Voyage to Danger – Karen Korosky
- 1994: Yamato Takeru – Shaman
- 1994: Blue Seed – Kanbayashis Mutter
- 1994: Mahōjin Guru Guru Bikein
- 1994: Macross 7 – Margarita
- 1994–1995: My Sexual Harassment – Miyakawa Yumi
- 1995: Black Jack – Abumaru
- 1995: Fushigi Yuugi – Okuda Takiko, Soi
- 1995: Princess Minerva – Cheloria Yurisis
- 1995: Megami Paradise – Mamamega new
- 1995: Toma Kishenden Oni – Carla
- 1995: Virtua Fighter – Eva Durix
- 1996: Reideen the Superior – Reiko Amakai
- 1996: Kiko-chan’s Smile – Ballet teacher
- 1996: YAT Anshin! Uchu Ryokou – Anne Marigold
- 1996–1997: Variable Geo – Miranda Jahana
- 1997: Mach GoGoGo – Cecil Hazuki
- 1997: Kindaichi Case Files – Mika Sasamoto
- 1997–1999: Agent Aika – Neena Hagen
- 1997: Psycho Diver Magical Bodhisattva – Sophie
- 1997: Master of Mosquiton '99 – Wolf Lady
- 1997: Berserk – Sulan
- 1998: AWOL – Absent Without Leave – Dana McLaren
- 1998: Trigun – Claire
- 1998: Cowboy Bebop – Coffee
- 1998: Yu-Gi-Oh! – Hajime Imori
- 1998: Fancy Lala – Yumi Haneishi
- 1998: Brain Powerd – Shiela Glass
- 1998: Master Keaton – Kayoko Kida
- 1998: Super Doll Licca-chan – Puru
- 1999: Legend of Himiko – Fujina
- 1999: Angel Links – Valeria Vertone
- 1999–2001: Bubu Chacha – Coney Land
- 1999–2000: Great Teacher Onizuka – Nanako Mizuki’s Mutter
- 1999: Reign: The Conqueror – Cassandra
- 1999: Karakurizōshi Ayatsuri Sakon – Futaba Akitsuki
- 2000: Gravitation – Kaoruko
- 2001: Salaryman Kintaro – Miura Suenaga
- 2001: Go! Go! Itsutsugo Land – Natsumi kan
- 2001: Captain Tsubasa: Road to 2002 – Matsumoto Kou
- 2002: Mirage of Blaze – Soup
- 2002: RahXephon – Sayoko Nanamori
- 2002: WXIII: Patlabor the Movie 3 – Misaki Saeko
- 2002: Battle Fairy Yukikaze – Magny
- 2002: Ghost in the Shell: Stand Alone Complex – Motoko Kusanagi
- 2002: Heat Guy J – Elisa Ryan
- 2002: Weiß Kreuz Glühen – Maki Tsujii
- 2003: Wolf’s Rain – Jagara
- 2003: Dear Boys – Kyoko Himuro
- 2003: Battle Programmer Shirase – Kotoe Amano
- 2003: The Galaxy Railways – Katarina Cheryl
- 2003: Maburaho – Masaki Kazakini
- 2004: Angelique – Dexia
- 2004: Monster – Margot Langer
- 2004: Tweeny Witches – Atelia
- 2004: Agatha Christie’s Great Detectives Poirot and Marple – Miss Lemon
- 2004: Destiny of the Shrine Maiden – Ame no Murakumo
- 2004: Black Jack – Konomi Kuwata/Black Queen
- 2005: Super Robot Wars Original Generation: The Animation – Viletta Vadim
- 2005: Gallery Fake – Fei Cui
- 2005: Lupin III: Angel Tactics – Kaoru
- 2005: Black Cat – Echidna Parass
- 2005: Noein – Miyuki Gotou
- 2005: Cotaetecho-dai – A bad mother giving only 3 years cup Men
- 2005: Fate/stay night – Caster
- 2006: Ergo Proxy – Lacan
- 2006: Utawarerumono – Karura
- 2006: Le Chevalier D’Eon – Elizabeth
- 2006: Shonen Onmyouji – Takaokami no Kami
- 2006: Super Robot Wars Original Generation: Divine Wars – Viletta Badim
- 2006: KenIchi the Mightiest Disciple – Freya
- 2006: Hataraki Man – Maiko Kaji
- 2006: Strain: Strategic Armored Infantry – Medlock
- 2007: Shattered Angels – Mika
- 2007: Les Miserables: Shojo Cosette – Zephine
- 2007: Naruto Shippuden – Konan
- 2007: Moonlight Mile – Fatma Toure Gutuu
- 2007: Devil May Cry: The Animated Series – Trish
- 2007: Hero Tales – Hongo
- 2008: Hatenko Yugi – Ililia Rose
- 2008: Major – Jinnai Mary’s
- 2008: Persona: Trinity Soul – Michiyo Kayano
- 2008: Shigofumi: Letters from the Departed – Naoko Tateishi
- 2008: Noramimi – Torimi
- 2008: Amatsuki – Inugami
- 2008: Duel Masters Cross – Chimera, Zakira (childhood)
- 2008: Kamen no Maid Guy – Hyouchuka
- 2008: Special A – Sumire Karino
- 2008: Top Secret ~The Revelation~ – Tomoko Nomiyama
- 2008: Golgo 13 – Eva Krugman
- 2008: Chiko, Heiress of the Phantom Thief – White-haired Demon
- 2008: Akane Iro ni Somaru Saka – Nagase
- 2008: Hell Girl: Three Vessels – Sakura Inuo
- 2009: The Tower of Druaga: The Sword of Uruk – Amina
- 2009: Genji Monogatari Sennenki – King’s wife
- 2009: Queen’s Blade – Claudette, Exiled Virgin and Evil Eye
- 2009: Valkyria Chronicles – Eleanor Varrot
- 2009: Sōten Kōro – Bian Linglong
- 2009: Kawa no Hikari – Blue
- 2009: Utawarerumono – Karura
- 2009: Umineko no Naku Koro ni – Kyrie Ushiromiya
- 2009: Princess Lover! – Josephine Joestar
- 2009: Nyan Koi! – Nyamsas
- 2009: A Certain Scientific Railgun – Harumi Kiyama
- 2009: Tegami Bachi – Bonnie
- 2009: Aoi Bungaku Series – Madam
- 2009–2010: Kiddy Girl-and Ellis
- 2010: Ikki Tousen: Xtreme Xecutor – Moukaku
- 2010–2011: Pokemon: Black and White – Aloe
- 2010: Super Robot Wars Original Generation: The Inspector – Villeta Vadim
- 2010–2013: The World God Only Knows – Yuri Nikaido
- 2011: Gin Tama – Fumiko
- 2011: Blade – Cod
- 2012: Ozma – Bynas
- 2012: Rock Lee & His Ninja Pals – Konan
- 2012: Queen’s Blade Rebellion – Claudette
- 2012: Lupin III.: The Woman Called Fujiko Mine – Cicciolina
- 2012: Sengoku Collection – Brutal Maiden Hisahide Matsunaga
- 2012: Tari Tari – Naoko Takakura
- 2012: Campione! – Lucretia Zola
- 2012: Kokoro Connect – Reika Nagase
- 2012: Busou Shinki – Narrator
- 2012: JoJo’s Bizarre Adventure: Battle Tendency – Lisa Lisa (Elizabeth Joestar)
- 2012: Little Busters! – Announcer
- 2013: Dokidoki! Precure – Marmo
- 2013: Stella Women’s Academy, High School Division Class C3 – Teacher
- 2013: Fate/Kaleid Liner Prisma Illya – Caster
- 2013: Gingitsune – Etsuko Toyokura
- 2014: SoniAni – Kabuko Jagi
- 2014: Magical Warfare – Violet North
- 2014–2015: Knights of Sidonia – Samari Ittan
- 2014: Glasslip – Mikako Okura
- 2014: Gundam Reconguista in G – Wilmit Zenam
- 2014:  Fate/stay night: Unlimited Blade Works – Caster
- 2014: Parasyte -the maxim- – Ryoko Tamiya
- 2014: Shigatsu wa Kimi no Uso – Sekunden in Moll – Yuriko Ochiai
- 2014: Girl Friend Beta – Shizuko Todo
- 2015: The Rolling Girls – Haru Fujiwara
- 2015: The Heroic Legend of Arslan – Tahamine
- 2015: God Eater – Amamiya camellia
- 2015: The Idolmaster Cinderella Girls – Executive Director Mishiro
- 2015: Lupin the Third – Elena Gotti
- 2015: Utawarerumono: The False Faces – Karura
- 2015: Mobile Suit Gundam: Iron-Blooded Orphans – Amida Arca
- 2016: Pandora in the Crimson Shell: Ghost Urn – Uzal Delilah
- 2016: Super Lovers – Haruko D. Dieckmann
- 2016: The Disastrous Life of Saiki K. – Sexy ladies
- 2016: Thunderbolt Fantasy – Narrator
- 2016: Magic-kyun Renaissance – Anjos Mutter
- 2016: The Glass Mask Year 3 Class D – Chigusa Tsukikage
- 2017: ACCA: 13-Territory Inspection Dept. – Mauve
- 2017: Garo: Vanishing Line – Schwester
- 2018: Devilman Crybaby – Silene
- 2023 "Frieren - Beyond Journey's End" - Flamme

### Filme
Quelle:
- 1995: Macross 7: Galaxy is Calling Me! – Margarita
- 1995: Ghost in the Shell – Motoko Kusanagi
- 1997: Hermes – Winds of Love – Mermaid Delone
- 1997: Spur to Glory Story of Inokaya Chiharu – Seto Inokoi
- 1999: The Kindaichi Juvenile Case 2: Death Blue of Slaughter – Yoshie Aikawa
- 2002: WXIII: Patlabor the Movie 3 – Misako
- 2004: Ghost in the Shell 2: Innocence – Motoko Kusanagi
- 2006: Brave Story – Genius of sunlight
- 2007: Piano Forest – Amamiya Namie
- 2009: Space Battleship Yamato: Resurrection – Queen Ilya
- 2010: Fate/stay night Unlimited Blade Works – Caster
- 2011: Fullmetal Alchemist: The Sacred Star of Milos – Mr. Crichton
- 2011: Tekken: Blood Vengeance – Nina Williams
- 2012: Doraemon: Nobita and the Island of Miracles—Animal Adventure – Professor Kelly
- 2013: Bayonetta: Bloody Fate – Bayonetta[9][10]
- 2015: Knights of Sidonia – Summary · Itanium
- 2015: Chiari and Cherry – Lady · Emerald
- 2015: Sleep Tight My Baby, Cradled in the Sky – Yuri Aoshima
- 2016: Nemuriko Tsuki to the Sky’s Shrine – Yuri Aojima
- 2017: Black Butler: Book of the Atlantic – Francis Midford
- 2017: Bleeding Steel – Astrid Tanaka
- 2018: Batman Ninja – Poison Ivy[11]
- 2018: I Want to Eat Your Pancreas – Harukis Mutter

### Videospiele
Quellen:
- 1993: Night Trap – Lisa
- 1995: Seifuku Densetsu Pretty Fighter X – Shizaki Sorami
- 1995: Philosoma – Michau
- 1995: Quantum Gate I – Jenny
- 1996: Angelique Special – Dia
- 1996: Fushigi no Kuni no Angelique – Dia
- 1996: People at Nonomura Hospital – Akiko Nonomura
- 1996: Fist – Tokikaze
- 1997: Doukyuusei Mahjong – Reiko Shinjiji
- 1997: Eve Burst Error – Aqua Lloyd
- 1997: Refrain Love: Anata ni Aitai – Takamiya Sachiko
- 1997: Doukyuusei 2 – Misako Narusawa
- 1997. Desire – Christy Shepard
- 1997: B Senjou no Alice – Candoll
- 1997: Zen-Nippon Bishoujou Grand Prix: Find Love – Voice
- 1998: Misa no Mahou Monogatari – Izabeal du Joleju
- 1998: Succubus: Fallen Angel – Maya
- 1998: Efficus this thought to you – Maria Kurata
- 1999: Himiko-den: Renge – Fujinami
- 1999: Shinseiki GPX Cyber Formula: Aratanaru Chousensha – Nemesis (female)
- 1999: Street Fighter III: 3rd Strike – Chun-Li[12]
- 1999: Maria 2 – Saeko Midorikawa
- 1999: Someday, to the overlapping future – Rouge · vanstaju
- 1999: Darcrows – Elaine / Queen
- 2000: Brigandine Grand Edition – Halley, Ricarat
- 2000: Super Robot Wars Alpha – Viletta Vadim
- 2000: Boku no Natsuyasumi – Saori
- 2000: Gunparade March – Honda Setsuko
- 2001: Sakura Wars 3: Is Paris Burning? – Viton
- 2001: Super Robot Wars Alpha Gaiden – Viletta Vadim
- 2001: Mister Mosquito – Narrator
- 2002: Onimusha 2 – Takajo
- 2002: Boku no Natsuyasumi 2 – Yoshana
- 2002: Jake Hunter: Innocent Black – Himuro Toko
- 2002: Utawarerumono games – Karura[13]
- 2003: Mister Mosquito 2: Let’s Go Hawaii – Narration
- 2003: EVE burst error PLUS – Aqua
- 2003: Ys I & II: Eternal Story – Sarah Tovah
- 2003: Rahxephon: Blue Sky Fantasia – Yoko Nanamori
- 2004: Shadow Hearts Ⅱ – Saki Inugami
- 2004: Inuyasha: The Secret of the Cursed Mask – Utsugi (female)
- 2004: Bloody Roar 4 – Marvel
- 2004: 3 Years Set up at the teacher 's legendary teacher Kinpakuhachi! – St. Marks
- 2004: Berserk: Millennium Falcon Hen Seima Senki no Shō – Slan
- 2005: Armored Core: Formula Front – Lecture movie
- 2005. Our family – Tomorrow Haya Yu
- 2005: Baldr Force EXE – Reika Tachibana
- 2005: Namco × Capcom – Chun-Li, Regina[14]
- 2005: The Sword of Etheria – Almira
- 2005: Fullmetal Alchemist 3: Kami o Tsugu Shōjo – Lieutenant Colonel Venus Rosemaria
- 2005: 3rd Super Robot Wars Alpha: To the End of the Galaxy – Viletta Vadim
- 2005: Shikigami no Shiro Nanayoduki Gensokyoku – Fumiko, Ozette, Vanstein
- 2005: Yoshinori Yoshinaga – Genji Genji
- 2006: Dirge of Cerberus: Final Fantasy VII – Rosso the Crimson
- 2006: Black Cat: Machinist’s Angel – Echidna Parass
- 2006: Valkyrie Profile 2: Silmeria – Ahly
- 2006: Boku no Natsuyasumi Portable: Mushimushi Hakase to Teppen-yama no Himitsu!! – Saori
- 2006: Wrestle Angels Survivor – Azumi Nakamori / Leila Kirishima
- 2007: Super Robot Taisen Original Generations – Viletta
- 2007: Professor Layton and the Curious Village – Mrs Salome
- 2007: Fate/stay night Réalta Nua – Caster
- 2007: Shōnen Onmyōji – God of high grace
- 2007: Everybody’s Golf 5 – sapphire
- 2007: Dragoneer’s Aria – Sonia Orth
- 2007: Fate/tiger colosseum – Caster
- 2007: Tales of Innocence – Mathias
- 2007: Shikigami no Shiro III – Fumiko, Ozette, Vanstein
- 2008: Armored Core: For Answer – Win · D · Fashion
- 2008: Star Ocean: Second Evolution – Opera Vectra
- 2008: Valkyria Chronicles – Eleanor Varrot
- 2008: Fate/tiger colosseum Upper – Caster
- 2008: Valkyrie Profile: Covenant of the Plume – Natalia
- 2008: Wrestle Angels Survivor 2 – Azumi Nakamori / Hex Hazuki
- 2008: The Last Remnant – Emma Honeywell
- 2008: Fate/unlimited codes – Caster
- 2008: Dissidia Final Fantasy – Ultimecia
- 2009: Yakuza 3 – Saki’s Mutter
- 2009: Atelier Rorona: The Alchemist of Arland – Astrid Zxes
- 2009: Magna Carta 2 – Kaitin
- 2009: Final Fantasy Crystal Chronicles: The Crystal Bearers – Amida Terion
- 2009: Phantasy Star Portable 2 – Ursula · Laurent
- 2009: Queen’s Blade: Spiral Chaos – Claudette
- 2010: Valkyria Chronicles II – Eleanor Varrot
- 2010: God Eater – Amamiya camellia
- 2010: Nier Replicant – Kaine
- 2010: Umineko no Naku Koro ni: Majo to Suiri no Rondo – Ushiromiya Kyrie
- 2011: Valkyria Chronicles III – Eleanor Varrot
- 2011: The Last Story – Witchcraft witch
- 2011: Dissidia 012 Final Fantasy – Ultimecia
- 2011: El Shaddai: Ascension of the Metatron – Gabriel
- 2011: Atelier Meruru: The Apprentice of Arland – Astrid Zxes
- 2011: Final Fantasy Type 0 – Arecia Al-Rashia
- 2011: Ultimate Marvel vs. Capcom 3 – Trish
- 2011: Umineko no Naku Koro ni Chiru: Shinjitsu to Gensō no Nocturne – Kyrie Ushiromiya
- 2011: Call of Duty: Modern Warfare 3 – Mrs. Davis
- 2012: Street Fighter X Tekken – Poison
- 2012: Tales of Innocence R – Mathias
- 2012: Dragon Age II – Cassandra Pentaghast
- 2012: Zero Escape: Virtue’s Last Reward – Alice
- 2012: Fire Emblem Awakening – Flavia
- 2012: Assault Gunners – Jenny Vasquez
- 2012: Aquapazza – Karura
- 2013: Demon Gaze – Lancelona Beowulf
- 2013: Shin Megami Tensei IV – Gabby / Black Samurai
- 2013: The Last of Us – Tess
- 2013: Metro: Last Light – Anna
- 2013: Final Fantasy XIV: A Realm Reborn – Merlwyb Bloefhiswyn
- 2013: Jojo’s Bizarre Adventure: All Star Battle – Lisa Lisa
- 2013: Shirahana no Ori ~Hiiro no Kakera 4~ Shiki no Uta – Shinsei nest Sun god
- 2014: Ultra Street Fighter IV – Poison
- 2014: Naruto Shippuden: Ultimate Ninja Storm Revolution – Konan
- 2014: Bayonetta 2 – Bayonetta, Rosa[9][15]
- 2014: Fatal Frame: Maiden of Black Water – Hisoka Kurosawa[16]
- 2014: Fate/hollow ataraxia – Caster[17]
- 2015: Ninja Slayer – Shin · Ninja
- 2015: The Witcher 3: Wild Hunt – Yennefer
- 2015: Utawarerumono: Mask of Deception – Karura
- 2015: Project X Zone 2: Brave New World – Hibana[18]
- 2015: JoJo’s Bizarre Adventure: Eyes of Heaven – Lisa Lisa[19]
- 2015: Fate/Grand Order – Medea, Jing Ke, Carmilla[13]
- 2016: Yakuza Kiwami – Reina[20]
- 2016: Naruto Shippuden: Ultimate Ninja Storm 4 – Konan
- 2016: Dark Rose Valkyrie – Oyagaya Miyako
- 2017: Azur Lane – HMS Hood, KMS Tirpitz[21]
- 2018: Fitness Boxing – Laura[22]
- 2019: Devil May Cry 5 – Trish[23]
- Tomb Raider II – Lara Croft
- Tomb Raider III – Lara Croft
- Tomb Raider: The Last Revelation – Lara Croft
- Ratchet & Clank

### Drama CDs
Quelle:
- 1996: Dragon Quest VI – Scala
- 2000: Tsubasa: Those with Wings – Shouka
- 2004: Fullmetal Alchemist Vol.2 Shadow of truth light truth – Renoir · Winslet
- 2005: Akaiito Drama CD Keikura Demon – Suzuka
- 2006: Oku Toshigami sound picture scroll – Tokugawa Yoshimune
- 2007–2008: Devil May Cry – Trish
- 2008: Metal Slader Glory – Silquine / Marceau
- 2011: Dragon Nest – Argenta

### Tokusatsu
Quelle:
- 2005: Mahou Sentai Magiranger – Hades Wise God Gorgon

### Dubbing

#### Live-action
| Synchronisierung für | Titel                              | Rolle                              |
| -------------------- | ---------------------------------- | ---------------------------------- |
| Nicole Kidman        | Malice                             | Tracy Safian                       |
| Nicole Kidman        | Batman Forever                     | Dr. Chase Meridian                 |
| Nicole Kidman        | The Portrait of a Lady             | Isabel Archer                      |
| Nicole Kidman        | The Peacemaker                     | Dr. Julia Kelly                    |
| Nicole Kidman        | The Human Stain                    | Faunia Farley                      |
| Nicole Kidman        | Fur                                | Diane Arbus                        |
| Nicole Kidman        | The Golden Compass                 | Mrs. Coulter                       |
| Nicole Kidman        | Rabbit Hole                        | Becca Corbett                      |
| Nicole Kidman        | Trespass                           | Sarah Miller                       |
| Nicole Kidman        | The Paperboy                       | Charlotte Bless                    |
| Nicole Kidman        | Stoker                             | Evelyn Stoker                      |
| Nicole Kidman        | Before I Go to Sleep               | Christine Lucas                    |
| Nicole Kidman        | Grace of Monaco                    | Grace Kelly                        |
| Nicole Kidman        | Secret in Their Eyes               | Claire Sloan                       |
| Nicole Kidman        | Lion                               | Sue Brierley                       |
| Nicole Kidman        | Big Little Lies                    | Celeste Wright                     |
| Nicole Kidman        | The Beguiled                       | Miss Martha Farnsworth             |
| Nicole Kidman        | The Killing of a Sacred Deer       | Anna Murphy                        |
| Monica Bellucci      | A Dangerous Affair                 |                                    |
| Monica Bellucci      | Irréversible                       | Alex M                             |
| Monica Bellucci      | L’ultimo capodanno                 | Giulia                             |
| Monica Bellucci      | Under Suspicion                    | Chantal Hearst                     |
| Monica Bellucci      | How Much Do You Love Me?           | Daniela                            |
| Lisa Kudrow          | Analyze This                       | Laura MacNamara                    |
| Lisa Kudrow          | Friends                            | Phoebe Buffay                      |
| Rachel Weisz         | The Mummy                          | Evelyn Carnahan                    |
| Rachel Weisz         | Stalingrad                         | Tania Chernova                     |
| Rachel Weisz         | Sunshine                           | Greta                              |
| Rachel Weisz         | Runaway Jury                       | Marlee                             |
| Kate Beckinsale      | Pearl Harbor                       | Evelyn Carnahan                    |
| Kate Beckinsale      | Underworld                         | Selene                             |
| Kate Beckinsale      | Van Helsing                        | Anna Valerious                     |
| Kate Beckinsale      | Underworld Evolution               | Selene                             |
| Jennifer Lopez       | Maid in Manhattan                  | Marisa Ventura                     |
| Jennifer Lopez       | Gigli                              | Ricki/Rochelle                     |
| Jennifer Lopez       | Shall We Dance?                    | Paulina                            |
| Jennifer Lopez       | Unfinished Life                    | Jean Gilkyson                      |
| Gwyneth Paltrow      | Seven                              | Tracy Mills                        |
| Gwyneth Paltrow      | A Perfect Murder                   | Emily Taylor                       |
| Gwyneth Paltrow      | Possession                         | Maud Bailey                        |
| Sandra Bullock       | In Love and War                    | Agnes von Kurowsky                 |
| Sandra Bullock       | Forces of Nature                   | Sarah Lewis                        |
| Sandra Bullock       | The Proposal                       | Margaret Tate                      |
| Cate Blanchett       | The Gift                           | Annabelle „Annie“ Wilson           |
| Cate Blanchett       | Bandits                            | Kate Wheeler                       |
| Cate Blanchett       | The Life Aquatic with Steve Zissou | Jane Winslett-Richardson           |
| Julia Roberts        | Conspiracy Theory                  | Alice Sutton                       |
| Julia Roberts        | America’s Sweethearts              | Kathleen „Kiki“ Harrison           |
| Julia Roberts        | The Mexican                        | Samantha                           |
| Julia Roberts        | Valentine’s Day                    | Cpt. Katherine „Kate“ Hazeltine    |
| Uma Thurman          | Batman & Robin                     | Dr. Pamela Isley / Poison Ivy      |
| Uma Thurman          | Gattaca                            | Irene Cassini                      |
| Kim Raver            | 24                                 | Audrey                             |
| Jill Novick          | Beverly Hills 90210                | Tracy                              |
| Kathryn Morris       | Cold Case                          | Det. Lilly Rush                    |
| Cameron Diaz         | The Counselor                      | Malkina                            |
| Elisabeth Shue       | CSI                                | Julie Finlay                       |
| Lucy Liu             | Elementary                         | Joan Watson                        |
| Catherine Zeta-Jones | Entrapment                         | Virginia „Gin“ Baker               |
| Maria Bello          | ER                                 | Anna Deruamiko                     |
| Elisabeth Shue       | Hollow Man                         | Linda McKay                        |
| Julianne Moore       | The Hours                          | Laura Brown                        |
| Demi Moore           | Indecent Proposal                  | Diana Murphy                       |
| Catherine Bell       | JAG                                | Lt. Col. Sarah MacKenzie           |
| Jessica Lange        | King Kong                          | Dwan                               |
| Brenta Cremy         | Ultraman Powered                   | Primary official                   |
| Carey Lowell         | Licence to Kill                    | Pam Bouvier                        |
| Olivia Williams      | The Postman                        | Abby                               |
| Nastassja Kinski     | Terminal Velocity                  | Chris Morrow/Krista Moldova        |
| Scarlett Johansson   | Ghost in the Shell                 | Major Mira Killian/Motoko Kusanagi |
| Kyra Sedgwick        | The Edge of Seventeen              | Mona                               |

#### Animation
Quelle:
- 2004: Beast Machines: Transformers – Botanica
- 2010: Toy Story 3 – Dolly
- 2011: Rango – Angélique[35]
- 2011: Hawaiian Vacation – Dolly
- 2015: Inside Out – Rileys Mutter
- 2017: The Lego Batman Movie – Computer
- 2017: Kubo and the Two Strings – Monkey/Sariatu[36]